# Акратопот
Акратопо́т, Акра́т (др.-греч. Ἀκρατοπότης), Акратопо́й — в древнегреческой мифологии демон несмешанного вина, божок из свиты бога виноделия Диониса. Почитался в Афинском порту Мунихии и в самих Афинах.
Постоянный участник тиаз — экстатических процессий, устраивавшихся в честь Диониса.